# Nergüjn Enchbat
Nergüjn Enchbat, född 19 mars 1962, död 6 april 2022, var en mongolisk boxare som tog OS-brons i lättviktsboxning 1988 i Seoul. I semifinalen förlorade han mot svensken George Scott med 2-3 och fick därmed bronsmedaljen.